# 生江
生江（いくえ）は、大阪府大阪市旭区にある町名。現行行政地名は生江一丁目から生江三丁目。

## 地理
旭区の北西部に位置し、東に中宮、西に赤川、南に高殿と接している。

### 河川
- 淀川

## 歴史
生江3丁目の一部である生江同和地区はかつては荒生（なぎ）という名であった。荒生の中にかつて穢多村があった。その成立については地区内にある浄土真宗常宣寺が1397年に開基されているため集落の形成がそれ以前だったことが分かる。1701年以前の書である『摂津河内国絵図』に「荒生の皮多」と記されており、17世紀の終わりには被差別地区として成立していたことが分かる。

## 経済

### 産業
店・企業
- 旭生江郵便局（日本郵政グループ）
- 業務スーパー 生江店
- 寺西化学工業
- ファミリーマート生江一丁目店、生江三丁目店
- ワークマン 旭城北公園前店
- 吉野家 城北公園前店

### 事業所
2016年（平成28年）現在の経済センサス調査による事業所数と従業員数は以下の通りである。
| 丁目       | 事業所数  | 従業員数 |
| ---------- | --------- | -------- |
| 生江一丁目 | 70事業所  | 470人    |
| 生江二丁目 | 73事業所  | 529人    |
| 生江三丁目 | 64事業所  | 658人    |
| 計         | 207事業所 | 1,657人  |

### 地主
『人事興信録』や『日本紳士録』によると、生江の地主は寺西姓の人物がいた。

## 地域

### 教育
- 大阪市立生江小学校

#### 学区
市立小・中学校に通う場合、学区は以下の通りとなる。なお、小学校・中学校入学時に学校選択制度を導入しており、通学区域以外に旭区の小学校・中学校から選択することも可能。
| 丁目       | 番   | 小学校             | 中学校             |
| ---------- | ---- | ------------------ | ------------------ |
| 生江一丁目 | 全域 | 大阪市立生江小学校 | 大阪市立大宮中学校 |
| 生江二丁目 | 全域 | 大阪市立生江小学校 | 大阪市立大宮中学校 |
| 生江三丁目 | 全域 | 大阪市立生江小学校 | 大阪市立大宮中学校 |

### 組合
- 部落解放生江地区消費生活協同組合（3丁目）[11]

### 施設
- 城北公園（3丁目）
- 浄土真宗本願寺派常宣寺（3丁目）
- 浄土真宗本願寺派蓮生寺（3丁目）
- 浄土真宗本願寺派金光寺（2丁目）

#### かつて存在した施設
- 大阪市立市民交流センターあさひ西（3丁目）
  - 生江同和地区解放会館[12]
  - 生江人権文化センター[13]
- 生江青少年会館（3丁目）[13]
- 全国水平社大阪府連合会[14]

## 世帯数と人口
2019年（平成31年）3月31日現在の世帯数と人口は以下の通りである。
| 丁目       | 世帯数    | 人口    |
| ---------- | --------- | ------- |
| 生江一丁目 | 637世帯   | 1,153人 |
| 生江二丁目 | 668世帯   | 1,265人 |
| 生江三丁目 | 990世帯   | 1,704人 |
| 計         | 2,295世帯 | 4,122人 |

### 人口の変遷
国勢調査による人口の推移。
| 1995年（平成7年）  | 5,876人 | [ 15 ] |  |
| 2000年（平成12年） | 5,553人 | [ 16 ] |  |
| 2005年（平成17年） | 5,130人 | [ 17 ] |  |
| 2010年（平成22年） | 4,837人 | [ 18 ] |  |
| 2015年（平成27年） | 4,398人 | [ 19 ] |  |

### 世帯数の変遷
国勢調査による世帯数の推移。
| 1995年（平成7年）  | 2,551世帯 | [ 15 ] |  |
| 2000年（平成12年） | 2,582世帯 | [ 16 ] |  |
| 2005年（平成17年） | 2,302世帯 | [ 17 ] |  |
| 2010年（平成22年） | 2,323世帯 | [ 18 ] |  |
| 2015年（平成27年） | 2,042世帯 | [ 19 ] |  |

## 交通
- 城北公園通

## その他

### 日本郵便
- 〒535-0004[3]（集配局：大阪旭郵便局[20]）

## 出身・ゆかりのある人物
- 北口末広（近畿大学教授、部落解放同盟中央執行副委員長）
- 寺西圓治郎（篤農家、地主、大阪府会議員、大阪市会議員）[7]
- 寺西幸雄（大阪府多額納税者、地主）[7][8]
- 寺西小十郎（大阪市会議員、資産家、農業、地主）[7]
- 寺西小左衛門（城北村長）
- 寺西長一（インキ製造）[8]
- 寺西米三郎（地主）[7][8]